# Alcyonidium eightsi
Alcyonidium eightsi är en mossdjursart som beskrevs av Winston och Hayward 1994. Alcyonidium eightsi ingår i släktet Alcyonidium och familjen Alcyonidiidae. Inga underarter finns listade i Catalogue of Life.